# 黒子のバスケ脅迫事件
黒子のバスケ脅迫事件（くろこのバスケきょうはくじけん）は、2012年（平成24年）10月から発生した、漫画『黒子のバスケ』（集英社）の作者・藤巻忠俊や作品の関係先各所を標的とする一連の脅迫事件。黒子のバスケ事件とも。警視庁による事件名称は「広域にわたる少年漫画関連箇所を対象とした威力業務妨害事件」。
2012年10月に作者・藤巻の母校である上智大学で不審物が見つかったのを皮切りに、数多くの企業やイベント会場が脅迫され、イベントの中止等が相次いで発生したが、2013年12月15日に容疑者とみられる渡邊 博史（）が逮捕され、一連の騒動は終息を迎えた。

## 経緯

### 発端
2012年10月12日午後7時15分ごろ、作者の藤巻が在籍していた上智大学四谷キャンパスの体育館で、硫黄臭のする液体の入った容器が発見された。容器には、藤巻を中傷する文書が貼りつけられており、中身の液体は気化すれば致死量を上回る硫化水素を発生させる可能性があるものだった。
直前の同日午後1時半ごろ、電子掲示板の2ちゃんねるに犯行を示唆する書き込みがあった。警視庁捜査一課はこれが犯行声明だとみている。書き込み主は自身を「喪服の死神」と称し、J-CASTニュースの調べでは書き込みの一部が犯行の細部と合致していた。書き込みは千葉県浦安市内のインターネットカフェから行なわれたものだった。
犯行現場において容器のようなものを運ぶ上下黒服で痩せ型の不審な男が複数の学生により目撃されており、防犯カメラにも映像が残されていた。この数日前には似た風貌の男が大学の付近にあるJR東日本四ツ谷駅で職務質問されていた。犯人のものと思われるインターネット上の書き込みにも「四ツ谷駅で職務質問された」との記述があることから、警察ではこの男が犯人である可能性が高いとみていた。

### 関係先各所への脅迫
10月13日には『黒子のバスケ』関連のイベントが行われる予定だった東京ビッグサイトや札幌テイセンホールなど、2日後の10月15日には藤巻の母校である東京都立戸山高等学校、10月29日にはラジオ番組を放送していた文化放送、10月31日にはアニメを放送していた毎日放送に脅迫状が送付された。捜査関係者などは、10月末までに届いた脅迫状は、同12日に東京都内、同26日に大阪市内の郵便局2か所から送られていた、としている。さらに、無関係であるはずの東方Projectオンリーの同人誌即売会にも脅迫状が届いて中止を食らう形となった。
大阪で開催予定だった『黒子のバスケ』関連の同人イベントに関して、事件の脅迫状の一部の投函（）場所が会場近くで、犯人と思われる人物による開催地の下見があった。名古屋・福岡・東京のイベントに関しては会場と会場内外の施設に対して脅迫状が届き、名古屋・東京のイベントに関しては11月中旬に会場近くから脅迫状が投函された。福岡のイベントに関しては、液体入りの小瓶が同封されたものが11月中旬から下旬に届いた。主催するスタジオYOUは「Shadow Trickster」の開催中止を決定した。
11月、12月22日・23日に開催されるジャンプフェスタ2013の会場である幕張メッセに脅迫状が届いた。脅迫状は『黒子のバスケ』関連のステージ・イベント・展示・商品販売の中止を要求し、集英社は来場者の安全を最優先するとして中止を決定した。
12月29日から31日にかけて東京ビッグサイトで行われる同人誌即売会「コミックマーケット83」において、『黒子のバスケ』に関わる同人誌やグッズの販売の中止を決定した。これは10月29日にコミックマーケットを主催するコミックマーケット準備会に対して「『黒子のバスケ』のサークルをコミックマーケット83に参加させない」ことを要求する脅迫状が届いたこと、他の同人イベントやジャンプフェスタ2013での『黒子のバスケ』関連イベント・グッズ販売中止、会場側から以後の東京ビッグサイト使用が困難になることの示唆を受けてのものである。コミックマーケットには過去にも脅迫などがあったが、サークルの参加が制限されたのは初めてのことである。
2013年1月、2ちゃんねるにおいて「喪服の死神」の関係者を名乗る「怪人801面相」によって、イベント会場を狙った脅迫行為を今後行わないとの書き込みがあった。しかし、4月上旬にスタジオYOU主催の『黒子のバスケ』関連の同人イベント「Shadow Trickster」が開催される予定だった石川・兵庫・静岡のイベント会場に脅迫状が送りつけられ、イベントの中止等が決定された。静岡と兵庫の会場では、それぞれ10か所以上の会場周辺施設へも脅迫状が届いていた。これらの4月に郵送された脅迫状において、送り主は「黒報隊」を名乗っていたが、警察関係者は、「喪服の死神」および「怪人801面相」との関係は不明である、としている。4月末には赤ブーブー通信社主催の同人イベント「コミックシティ」が開催される予定のインテックス大阪に中止を求める脅迫状が届いた。脅迫状には『黒子のバスケ』関連の同人誌が販売された場合、「イベントを中止しないと多数の死傷者が出る」と書かれており、これを受けて主催者らは『黒子のバスケ』関連の同人誌を即売するサークルの参加を中止した。

### 2013年10月以降
4月の脅迫状を最後に、しばらくの間目立った動きは無かったが、10月15日、上智大学やセブン-イレブン・ジャパンに「怪人801面相」を名乗る人物から脅迫状が、報道機関に声明文が届いた。声明文では、『黒子のバスケ』関連の菓子に毒を入れて置いたことが示唆されており、商品の取り扱い中止・撤去を要求していた。これを受けてセブン-イレブンは該当商品を店頭から自主回収・撤去した。同様の脅迫状は菓子を取り扱うサークルKサンクスや製造元のバンダイにも届いていた。封筒の消印は最初の文書発見からちょうど1年後となる2013年10月12日であった。ファミリーマートとサークルKサンクスは、10月下旬に発売予定だった『黒子のバスケ』の一番くじの販売を取り止めた。
回収された菓子のうち、セブン-イレブンから回収されたものの中の1つから、致死量の100分の1程度のニコチンが検出された。脅迫状には千葉県浦安市内の実在する店舗の名前を挙げた上で「農薬を付けたウエハースを置いた」などと書かれていたことから、警察はニコチン入りの菓子がこの店舗に置かれたものとみている。
コンビニ店近くの防犯カメラにはマスクをつけた不審な人物が映っていた。上智大学の事件で防犯カメラに映っていた人物と体格などが似ていることから、警察は関連を調べている。店舗の防犯カメラの映像は保存期間が過ぎていたため、不審な人物が実際に店舗へ入ったかどうかは不明である。
雑誌『創』の編集長である篠田博之に宛てた文書の中で犯人と思われる人物は、マスコミが菓子の事件を取り上げなかった場合、公表してほしいと求めていた。篠田は「Yahoo!ニュース 個人」のページで文書が届いたことを明かした。送られた封筒の中には、各社へ送った全種類の脅迫文のコピー、報道機関3社のみへ送ったという見本の菓子などが入っていた。
セブン-イレブン・ジャパンへ脅迫状が届いた日と同じ10月15日、レンタルショップのTSUTAYAを運営するカルチュア・コンビニエンス・クラブに対して脅迫状が届いた。脅迫状には「11月3日までに黒子のバスケの関連商品を撤去しなければ客に危害を加える」と書かれており、これを受けてカルチュア・コンビニエンス・クラブは、TSUTAYA全店の『黒子のバスケ』関連のコミックス・DVD・CDなどの商品のレンタル・販売を取り止め、撤去を決定した。同様の脅迫状は他の書店にも届き、有隣堂、リラィアブルも同様に撤去を決めたが、紀伊國屋書店、ジュンク堂書店、三省堂書店、宮脇書店はいずれも撤去などの対応はしていない。
脅迫状には「上智大学の学園祭最終日がXデー」などとも書かれており、学園祭の最終日である11月4日に犯人が何らかの行動を起こすことを示唆していたため、警視庁は厳戒を強めていたが、特に混乱は起きなかった。このことから、TSUTAYA・有隣堂では販売・陳列を再開した。2013年11月の時点で、脅迫状の総数は約400通に上っている。

## 逮捕以降

### 逮捕
2013年12月15日、警視庁捜査一課は大阪市東成区に住む当時36歳の元派遣社員の渡邊 博史（わたなべ ひろふみ）を、上智大学に犯行声明文と硫化水素が発生している容器を置いて上智大学の業務を妨害したとして、威力業務妨害容疑で通常逮捕した。同課によれば、渡邊は東京都渋谷区の恵比寿ガーデンプレイス近くの路上で、脅迫文を郵便ポストに入れようとしているところを確保された。逮捕後、原作者の藤巻は週刊少年ジャンプの公式サイトでコメントを発表している。スタジオYOUは「Shadow Trickster」の開催を再開した。
逮捕時に渡邊が所持していたリュックサックには、当初12月末に東京都内で開催予定の高校のバスケットボール大会や、コミックマーケットの主催者などへ開催中止を求める脅迫文など、約20通が入っていた。

### 起訴
以下の容疑で起訴されている。
- 2012年10月12日午後7時ごろ、上智大学の体育館2階に「犯行声明文」と書いた紙を貼ったり、硫化水素を発生させたプラスチック容器を置いたりして、大学の業務を妨害した容疑。
- 2012年10月中旬、東京都新宿区のイベント会社に脅迫文を郵送し、翌2013年2月に東京ビッグサイトで予定されていた黒子のバスケ同人誌即売会を中止させ、イベント会社の業務を妨害した容疑。
- 2012年10月、東京都世田谷区と台東区のイベント会社に脅迫文を郵送し、予定されていた同人誌即売会を中止させ、イベント会社の業務を妨害した容疑。
- 2012年11月13日頃、集英社が翌2013年に主催するイベント「ジャンプフェス2013」の会場だった幕張メッセの会場に、黒子のバスケ関連商品の販売中止を求める脅迫文を送り付け、黒子のバスケ関連商品を陳列させないようにして集英社の業務を妨害した容疑。
- 2013年10月中旬、セブン-イレブン・ジャパン本社や菓子を製造するバンダイなどに、千葉県浦安市内のセブンイレブンにニコチン入りの菓子を置いたとする脅迫文を送付し、菓子を回収させて製造を中止させるなどして、会社の業務を妨害した容疑[45]。
  - セブンイレブンでニコチン入りの菓子が見つかった事件については流通食品毒物混入防止法違反容疑の適用も視野に捜査が行われていたが、微量だったとして立件が見送られた[45][46]。

### 裁判
2014年3月13日に東京地裁（鹿野伸二裁判長）で開かれた初公判での罪状認否で渡邊は訴追された罪を認め、直後の意見陳述では「この事件に関して、私は厳罰を科されるべきだと考えている」「（作者の藤巻と）人生があまりに違いすぎることから、事件を『人生格差犯罪』と命名していた」「日本社会は無敵の人（人間関係も社会的な地位もなく、失うものが何もないから罪を犯すことに心理的抵抗のない人間）にどう向き合うべきかを真剣に考えるべき」と語った上で、最後に「こんなクソみたいな人生、やってられないから、とっとと死なせろっ」と叫んだ。
7月18日、東京地方検察庁は「グリコ・森永事件等を連想させる手口を用いて、被害者に強い恐怖心を抱かせた」として、渡邊へ懲役4年6月を求刑した。8月21日、東京地方裁判所は「次第に犯行をエスカレートさせ、商品購入者の生命や健康に危険が及ぶという強い不安を抱かせた。経済的被害も甚大」「自己顕示欲を満たす行動に終始しており、同種事件で他に類例を見ないほど重大で悪質な犯行。刑事責任は極めて重い」として、求刑通り懲役4年6月の実刑判決を言い渡した。
2014年9月1日付で、渡邊は判決を不服とし東京高等裁判所に控訴したが、9月29日に取り下げ、判決が確定した。
渡邊は10月2日に創出版から『生ける屍の結末』を出版した。